# Alvaro Gasparini
Alvaro Gasparini (Bastiglia, 30 agosto 1938 – Buenos Aires, 5 giugno 1979) è stato un allenatore di calcio e calciatore italiano, di ruolo centrocampista.

## Biografia
Nato a Bastiglia, in provincia di Modena, e cresciuto nelle giovanili del Bastiglia, la sua città gli ha intitolato una palestra comunale. Negli anni 1980 il Milan club Lissone organizzò dei tornei giovanili intitolati alla memoria di Alvaro Gasparini.
Pur essendo stato stroncato da un infarto, il suo nome è stato incluso tra quelli dei deceduti per la SLA. Nel 2009 il suo nome è tornato agli onori delle cronache in quanto collegato alle morti sospette nel calcio italiano sulle quali, da tempo, indaga il pubblico ministero torinese Raffaele Guariniello.

## Carriera

### Giocatore
Dopo aver militato nelle giovanili della Roma e nello Jesi (in prestito), esordisce tra i semi-professionisti nel 1959 con il Cesena in Serie D quando ha 21 anni. Promosso col Cesena in Serie C resta in tutto quattro stagioni in terra romagnola quindi approda in Serie B dove disputa 4 stagioni al Catanzaro e una al Novara, quindi nel campionato di Serie A 1968-1969 il suo esordio nella massimna serie con il Pisa, a trent'anni, nel quale disputa 21 partite. Gioca in Serie B con il Cesena nel 1970 e chiude la carriera a Ravenna in Serie C a trentaquattro anni.
In carriera ha totalizzato complessivamente 21 presenze in Serie A e 202 presenze e 8 reti in Serie B.

### Allenatore
Guida il San Marino nel campionato di Promozione 1974-1975. Nella stagione di Serie A 1978-1979 è l'allenatore in seconda del Milan di Nils Liedholm e nell'estate del 1979, all'età di 40 anni, durante una tournée in Sud America è colpito da infarto a pochi passi dall'hotel che ospita la squadra: morirà pochi giorni dopo, il 5 giugno a Buenos Aires, ed i funerali si celebrarono a Cesena, sua città di adozione.

## Palmarès

### Giocatore

#### Competizioni nazionali
- Campionato italiano Serie D: 2

Cesena: 1959-1960 (girone C)
Ravenna: 1971-1972 (girone D)